# Religion en Iran
Religion en Iran (Census 2011)
- Musulman (99,4 %)
- Autre (0,6 %)

La plupart des Iraniens sont chiites duodécimain. L'islam chiite est la religion officielle d'Iran à laquelle 89 % de la population appartient officiellement (indépendamment du nombre de pratiquants officiels). Outre le sunnisme, qui représenterait encore 10 % de la population, les autres confessions religieuses du pays (zoroastrisme, christianisme, judaïsme, etc.) représenteraient 1 % de la population.
L'article 13 de la constitution de 1979 reconnaît trois minorités religieuses : les chrétiens, juifs et zoroastriens, qui disposent de sièges réservés au parlement. Leur reconnaissance est notamment fondée sur le fait qu'elles précèdent l'islam (et, pour le cas du judéo-christianisme, que ce sont des religions du Livre, partageant des prophètes communs). Les Sunnites, qui représenteraient 10 % de la population, et toute forme de culte musulman ne répondant pas au jafarisme, l'école juridique officielle de l'Iran, sont reconnus et protégés en tant que minorité par l'art. 12.
Les autres minorités religieuses (ou l'athéisme) n'ont aucune existence juridique : la minorité sabéenne avec quelques centaines de fidèles, ou les plus de 300 000 bahá’ís, durement persécutés depuis leur création au XIXe siècle.
Une étude menée en mai 2019 par le Pew Research Center a révélé que 87 % des Iraniens prient quotidiennement, ce qui est le deuxième pourcentage le plus élevé d'Asie-Pacifique, après l'Afghanistan (96 %) et devant l'Indonésie (84 %).

## Groupes religieux minoritaires
- Athéisme
- Musulmans Sunnites, chiisme
- Christianisme en Iran
  - Arméniens d'Iran
  - Assyriens en Iran
- Zoroastriens en Iran
- Histoire des Juifs en Iran
- Bahá’ís
- Babis
- Mandéisme
- Yârsânisme (Ahl-e Haqq)
- Hindouisme
- Minorités religieuses tribales

## Données sur les minorités religieuses
Dans le International Religious Freedom Report 2003 du gouvernement des États-Unis, il est écrit que :
- On dénombre environ 68 millions d'habitants, musulmans à 99 % (89 % chiites et 10 % sunnites), baha'is, chrétiens, zoroastriens, mandéens et juifs constituant moins de 1 % de la population.
- Les 10 % de sunnites d'Iran forment une minorité de 7 millions d'Iraniens, courant reconnu par le gouvernement et on dénombre 7 mosquées sunnites à Téhéran[4].
- La plus importante communauté religieuse non-musulmane est la communauté baha'ie, estimée entre 300 000 et 350 000 membres à travers le pays. Ils sont persécutés, et considérés comme apostats à la religion musulmane. Ils ne sont donc pas considérés comme des musulmans. D'un point de vue officiel, la république Islamique d'Iran nie la présence de baha'ie sur son sol, et elle refuse de donner toute statistique. C'est l'ONU qui cite entre 300 000 et 350 000 membres. Les chiffres de la CIA sont identiques à ceux de l'ONU. En Iran, la communauté baha'ie estime ses membres à au moins 1 000 000, et ses membres cachent cette pratique religieuse, car ils risquent la mort ou la torture des pasdarans, ou de la police religieuse.
- Souvent confondus avec les Baha'is, il y aurait aussi des Ahmadis en Iran : ils seraient beaucoup moins nombreux qu'au Pakistan voisin, où serait né ce courant dissident de l'Islam. Comme au Pakistan, et comme pour les Baha'is, les Ahmadis ne sont pas considérés comme des Musulmans par les autorités religieuses Iraniennes, et ils sont durement persécutés. De nombreux chiffres circulent, mais on ignore le nombre d'Ahmadis en Iran[réf. souhaitée].
- L'estimation de la communauté juive varie entre 20 000 et 30 000 membres, ce qui représente une réduction substantielle des 75 000à 80 000 juifs résidant en Iran avant la révolution islamique de 1979
- Il y a environ 300 000 chrétiens dans le pays selon l'ONU, dont la majorité sont arméniens ou syro-chaldéens. Il y a aussi des protestants. Selon le représentant spécial de l'ONU, les chrétiens émigrent au rythme de 15 000 à 20 000 par an.
- Les mandéens, une communauté gnostique pré-chrétienne, compte approximativement 5 000 à 10 000 membres, principalement au Khouzistan.
- Le gouvernement estime qu'il y a 35 000 zoroastriens, bien qu'eux-mêmes se revendiquent 60 000. Ils sont en majorité persans et sont concentrés dans les villes de Téhéran, Kerman et Yazd.
- Il y a aussi quelques dizaines de milliers de disciples de Subh-i Azal, qui s'appellent eux-mêmes « le peuple du Bayán » et sont nommés bábí / bayání / azalí, mais il est impossible de donner de chiffre exact, car ils continuent de pratiquer la dissimulation (taqīya) et ils vivent sans se différencier des musulmans qui les entourent[5].
- Il y a quelque 70 000 hindouistes en Iran, où ils sont présents au moins depuis -500 av. J.-C.. Ils sont d'ethnies persane et baloutches et n'ont pas de députés au parlement ; ils sont cependant représentés au niveau local mais restent très discrets. En 1978, ils étaient encore 100 000 en Iran mais, même s'ils ne sont pas victimes de violences, leur nombre est en baisse depuis 1978. Ils suivent le même modèle alimentaire que la majorité de la population (sauf pendant le ramadan), et ils ne sont pas végétariens.

Au 1er novembre 1976 information de recensement démographique
| Religion     | 1976       | 2008                                 |
| Chrétiens    | 168 593    | 250 000 Arméniens + 40 000 Chaldéens |
| Juifs        | 62 258     | 30 000                               |
| Zoroastriens | 21 400     | 50 000                               |
| Musulmans    | 33 396 908 |                                      |
| Inconnus     | 59 585     | nc                                   |
| Total        | 33 708 744 |                                      |

## Statut actuel
L'islam chiite duodécimain est la religion officielle de la république islamique d'Iran. Les autres écoles musulmanes sont reconnues et trois religions « révélées » autres que l'islam sont considérées comme officiellement reconnues par la Constitution et disposent de leurs représentants au parlement (Majles) : les chrétiens (Arméniens, Assyriens), les juifs et les zoroastriens. La minorité sabéenne qui ne compte que quelques centaines de fidèles, et les plus de 300 000 baha’is, durement persécutés sous tous les régimes iraniens qui les ont considérés comme secte panislamique déviante, n’ont jamais été reconnus officiellement comme minorité religieuse bien que constituant le groupe non musulman le plus nombreux. Les musulmans sunnites, minoritaires en Iran, ne disposent pas non plus de sièges réservés.
On peut lire dans la constitution iranienne ces douzième et treizièmes principes : « La religion officielle de l’Iran est l’islam de confession dja’farite duodécimain et ce principe est éternellement immuable ; et les autres confessions islamiques, soit hanéfite, châfeîte, mâlekite, hanbalite et zeydi sont entièrement respectées ; et les adeptes de ces confessions sont libres d’accomplir leurs rites confessionnels conformément à leur "figh" ; leur éducation et leur instruction religieuses ainsi que leur statut personnel (mariage, divorce, succession, testament) et le contentieux judiciaire qui peut en découler, sont officiellement reconnus. Dans chaque région où les adeptes de chacune de ces confessions seraient majoritaires, les règlements locaux seront, dans les limites des compétences des conseils, conformes à cette confession, tout en préservant les droits des adeptes des autres confessions. (...) Les Iraniens zoroastriens, juifs et chrétiens sont reconnus comme les seules minorités religieuses qui, dans les limites de la Charia, sont libres d’accomplir leurs rites religieux et, quant au statut personnel et à l’éducation religieuse, agissent en conformité avec leur liturgie. »
Selon l’article 14 de la Constitution et conformément au verset du Coran « Dieu ne vous interdit pas de traiter avec bonté et droiture ceux qui n'ont pas lutté contre vous en raison de votre religion et qui ne vous ont pas expulsés de vos logements », le gouvernement se doit donc de respecter les droits humains des non-musulmans, tant qu’ils ne conspirent pas contre l’islam ou la république islamique d’Iran,. Les représentants des minorités religieuses officiellement reconnues ont confirmé que l'enseignement de leur religion était assuré et respecté tant dans les écoles publiques que dans les écoles propres aux minorités. Cependant, peu après la révolution iranienne, le gouvernement a créé un Bureau des minorités (religieuses) afin de les surveiller (et de les contrôler). En 1993, le Majles (parlement) adopte une loi rendant obligatoire la mention de la religion sur les cartes d’identité, ce qui permet au gouvernement de contrôler plus facilement les minorités. Une des conséquences est l’éviction des chrétiens des services publics, des écoles, de l’armée et d’autres institutions de l’État. D'après le rapport de Abdelfattah Amor, « Outre le non-accès aux postes gouvernementaux, il apparaît que les minorités ne peuvent accéder professionnellement à l'armée et à la justice et seraient limitées dans leur plan de carrière dans le reste de l'administration, sauf cas exceptionnels. »
D’après le rapport intérimaire du représentant spécial soumis à l’assemblée générale de l’ONU le 10 août 2001, (A/56/278) : « il est clair que les sunnites sont victimes de différentes formes de discrimination, surtout lorsqu'ils appartiennent en même temps à une minorité ethnique - toutefois, on a récemment fait savoir que le harcèlement de religieux sunnites kurdes de la part du Tribunal religieux spécial avait pris fin ; la communauté bahaïe continue d'être victime de discrimination, notamment dans les domaines de l'enseignement, de l'emploi, des voyages, du logement et des activités culturelles. »,
Le Code pénal iranien ne contient aucune disposition spécifique se rapportant à l'apostasie, mais lorsque les juges doivent se prononcer sur des cas ne faisant l'objet d'aucun article du Code pénal, ils sont tenus d'appliquer leur connaissance de la loi islamique et, selon la tradition islamique, l'apostasie d'un musulman peut être punie de mort. Certains musulmans s’étant convertis à d’autres religions sont donc eux aussi soumis à des pressions et des atteintes à leur vie.

### Musulmans sunnites
L'État iranien, officiellement chiite, exerce un favoritisme à l’égard de la grande majorité chiite de sa population, et a donc tendance à défavoriser les sunnites, qui en représentent environ 10 %.
Les sunnites en Iran se trouvent généralement parmi les populations baloutches et kurdes. Le Centre international pour le développement des politiques de migration (ICMPD), dans son rapport de 2005, cite par exemple le cas de leaders politiques ou religieux ayant été assassinés. Ces assassinats impliqueraient la participation de l’État ou au moins de membres d’organisation paramilitaires comme les bassijdis. L’emprisonnement des personnalités sunnites demandant l’égalité est également un des moyens de pression utilisé par le gouvernement.

### Baha'is
La communauté baha'ie compte plus de 300 000 membres en Iran,. Contrairement aux minorités religieuses des « gens du Livre », les baha'is ne sont pas reconnus par la constitution iranienne et ne disposent pas de sièges réservés au parlement. L’État iranien a confisqué des propriétés appartenant à des baha'is et certains membres de la communauté sont l’objet d’attaques de la part d’assaillants non identifiés.
Les cimetières et sites sacrés de la communauté sont régulièrement vandalisés et détruits, comme le montre l’exemple de la destruction de la tombe de Mollah Mohammad-Ali Barfurushi avec l’approbation des autorités iraniennes. Il arrive aussi que des baha'is soient emprisonnés à cause de leur foi. Zabihullah Mahrami, par exemple, a été condamné à la prison à perpétuité sur la base de sa seule foi.
L'existence d'un mémorandum secret, appelé « Mémorandum Golpaygani », a été rendu public par le rapporteur spécial de l'ONU pour les droits de l'Homme, Reynaldo Galindo Pohl, en 1993. Dans ce rapport confidentiel sur la « question baha'ie », élaboré par le Conseil suprême de la révolution culturelle islamique, signé par le Guide suprême de la révolution islamique Ali Khamenei et daté du 25 février 1991, sont énumérées des mesures à appliquer pour « étouffer » la communauté baha'ie.
Au début de l’année 2003, le gouvernement a fait passer une loi étendant le paiement des Qissas et Diya aux minorités religieuses. Les baha'is ont cependant été exclus de cette mesure car ils ne sont pas une minorité reconnue par le gouvernement.
Il y aurait aussi des Ahmadis, en Iran, dont on ignore le nombre exact de représentants. Souvent, dans les pays occidentaux, les Ahmadis sont confondus avec les Baha'is. Tout comme les Baha'is, les Ahmadis ne sont pas considérés comme des Musulmans, en Iran, et ils sont aussi lourdement persécutés, et n'ont aucun élu ou représentant. Les Ahmadis sont beaucoup plus nombreux, au Pakistan, pays voisin et frontalier de l'Iran, où ils sont aussi persécutés. De même, il y a un petit nombre de baha'is au Pakistan.     

### Chrétiens
En 2004 un député arménien d’Iran estimait la communauté chrétienne forte d’environ 100 000 personnes sur 70 millions d’habitants.
La persécution des minorités chrétiennes en Iran ne constitue pas une série de faits isolés ou une résultante de préjudices individuels, mais plutôt une politique d’État. Cette politique d’État s’impose souvent de manière intrusive sous de multiples facettes. Elle affecte aussi bien les individus que l’Église dans son ensemble[source insuffisante]. Selon L'Orient-le Jour, l'Iran est l'un des pays les plus sûrs de la région pour les chrétiens.
D’après Jacques Leclerc, « La Société biblique a reçu l'ordre de ne plus mentionner Jésus comme Fils de Dieu ou comme Seigneur, mais tout simplement comme prophète ; cette société a fini par être dissoute par les autorités iraniennes. Puis, ces dernières ont fermé toutes les librairies chrétiennes du pays, et interdit l'importation et l'impression de bibles, de Nouveaux Testaments et de littérature chrétienne en langue farsi. » De plus, Leclerc précise qu’une des conséquences de l’inscription de la religion sur la carte d’identité a permis d’évincer les chrétiens des services publics, des écoles, de l’armée et d’autres administrations.
La loi iranienne exige que tous les chrétiens se conforment aux codes vestimentaires, à la prohibition de l’alcool et à la séparation des genres en public. Les chrétiens vivent mal ces mesures qui empiètent sur leurs traditions religieuses. De plus, l’administration des écoles a toujours été une source de tension et de vexation entre les Arméniens et le gouvernement de la république islamique. Le ministère de l’éducation insiste pour que les directeurs des écoles soient des musulmans, que tous les cours soient donnés en persan, que toutes les classes de littérature arménienne aient reçu une approbation de l’administration et que toutes les étudiantes observent le port du hijab en classe[réf. nécessaire].

### Zoroastriens
On estime aujourd’hui le nombre des zoroastriens entre 32 et 45 000 en Iran, principalement concentrés à Téhéran, Kerman et Yazd. En 2019, le conseil des zoroastriens d'Iran indiquait environ 61 000 zoroastriens en Iran.Pendant l’époque qajare, il existait des discriminations considérables contre les zoroastriens. Au milieu du XIXe siècle, plusieurs milliers de zoroastriens sont partis d’Iran pour l’Inde afin d’améliorer leur statut économique et social, dans un mouvement qui rappelle celui des Parsis. Nombre d’entre eux ont réussi à faire fortune en Inde et ont dépensé une partie de ces fortunes à améliorer les conditions des communautés zoroastriennes en Iran. L’emphase qui a été faite par les Pahlavis sur l’héritage préislamique de l’Iran a aussi aidé les zoroastriens à atteindre une position plus respectée dans la société. Nombre d’entre eux ont, durant l’époque pahlavi, émigré vers Téhéran depuis Kerman ou Yazd et se sont enrichis en exerçant la profession de commerçants ou d’agents immobiliers.
Comme les chrétiens et les juifs, les zoroastriens sont reconnus en tant que minorité religieuse par la Constitution de 1979. Ils ont le droit d’élire un représentant au Majles, et, comme les autres minorités acceptées légalement, peuvent prétendre à un emploi dans le gouvernement. Bien que les zoroastriens aient probablement rencontré des cas particuliers d’injustice et de violations de leurs droits, ils n’ont pas été persécutés à cause de leurs croyances religieuses.

### Juifs

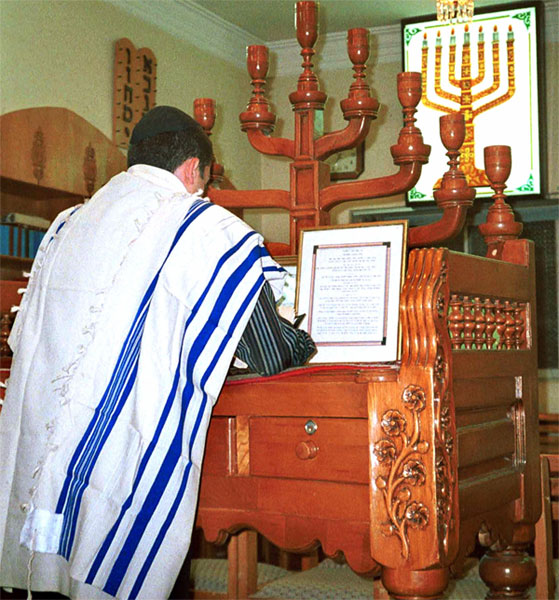
Un juif d’Iran en train de prier dans une synagogue de Shiraz en 1999.

La communauté juive en Iran est parmi les plus vieilles du monde. Ses membres descendent des juifs qui sont restés dans la région après la captivité de Babylone, quand les souverains achéménides du premier empire perse ont permis aux Juifs de retourner à Jérusalem. La constitution de 1979 reconnaît les Juifs comme une minorité religieuse et leur accorde un siège réservé au Parlement. Comme les chrétiens, les juifs n’ont pas été persécutés. Cependant, au contraire des chrétiens, ils ont toujours été regardés avec suspicion par le gouvernement de la république islamique, probablement parce que le gouvernement est intensément hostile à l’État d’Israël. On estime en 1988 à 50 000 le nombre de Juifs présents en Iran, alors qu’ils étaient 85 000 en 1978.
De nombreux juifs iraniens ont de la famille en Israël (par exemple, Moshe Katsav, président de l’État d’Israël, est originaire de Yazd et environ 45 000 juifs iraniens ont émigré en Israël entre 1945 et 1977). Ils continuent d’avoir des contacts entre eux. Depuis 1979, quelques situations ont été constatées dans lesquelles le gouvernement iranien accuse des juifs d’espionnage et des exécutions ont eu lieu. Ces cas ont fait augmenter le sentiment d’insécurité parmi les juifs d’Iran, et ont poussé certains à émigrer (majoritairement aux États-Unis).
Le néoconservateur iranien Amir Taheri, ancien collaborateur du Shah a prétendu que l'Iran voudrait faire porter une étoile jaune aux Juifs iraniens. La nouvelle fit la couverture du quotidien canadien The National Post sous le titre le IVe Reich, bien qu'elle fût fausse et démentie par les intéressés eux-mêmes.
De nos jours, le nombre de Juifs en Iran est sujet à caution : entre 15 000 et 45 000 adeptes. Les conservateurs chiites iraniens minimisent les effectifs des Juifs en Iran, et évoquent un chiffre bas : 15 000 membres. les libéraux n'hésitent pas à évoquer, pour le plus grand nombre, 45 000 membres.

### Autres minorités religieuses
- Hindouisme en Iran (en)
- Bouddhisme en Iran (en)

## Persécutions
Des organismes internationaux, tels que l'ONU, Amnesty International et Human Rights Watch, dénoncent régulièrement depuis des années les persécutions frappant les minorités religieuses dans la république islamique d'Iran, principalement les baha'is et les chrétiens (surtout protestants) : intimidations, arrestations arbitraires, emprisonnements et condamnations sous divers prétextes fallacieux, morts suspectes, confiscations de biens, destructions de lieux saints et profanations de cimetières, discriminations au travail et dans l'éducation,.
D'après le rapport d'Abdelfattah Amor, « Outre le non-accès aux postes gouvernementaux, il apparaît que les minorités ne peuvent accéder professionnellement à l'armée et à la justice et seraient limitées dans leur plan de carrière dans le reste de l'administration, sauf cas exceptionnels. ».

## Point de vue du département d'État des États-Unis
« S'agissant de la liberté de religion, la situation qui était déjà mauvaise s'est encore dégradée pendant l'année. Les discours et les actions du gouvernement ont contribué à créer un climat de peur pour tous ceux qui ne pratiquent pas l'islam chiite ja'afar (duodécimain). Les médias contrôlés par le gouvernement, notamment la presse et la radio, ont intensifié leurs campagnes négatives contre les minorités religieuses et notamment les baha'is après l'élection en juin 2005 du président Mahmoud Ahmadinejad.
Des rapports font état de mesures d'emprisonnement, de harcèlement, d'intimidation et de discrimination fondées sur la croyance religieuse. Les zoroastriens, les juifs et les chrétiens sont les seules minorités religieuses officiellement reconnues mais même des membres de ces groupes ont fait l'objet de mesures d'emprisonnement, de harcèlement, d'intimidation et de discrimination fondées sur leur croyance.
Le 22 novembre 2005, des personnes non identifiées ont tué un homme qui s'était converti au christianisme plus de 10 ans auparavant. Sa mort aurait été suivie par des menaces et des mesures de répression contre d'autres chrétiens et 10 d'entre eux ont été arrêtés. Le gouvernement considère que les baha'is sont un groupe islamique hérétique dont l'orientation politique est opposée à la révolution islamique et il continue à interdire aux baha'is d'enseigner et de pratiquer leur culte (les baha'is ne se considèrent pas comme des musulmans mais comme un groupe indépendant ayant son origine dans la tradition islamique chiite).
Les restrictions du gouvernement contre les groupes musulmans soufis et leurs lieux de culte se sont aussi accrues pendant l'année et les soufis dénoncent le harcèlement constant et les mesures d'intimidation de leurs dirigeants religieux par les services du renseignement et de sécurité. Bien que la législation concernant le soufisme ne soit pas claire, selon certains rapports, le gouvernement aurait demandé l'interdiction de la pratique du soufisme. »

## Repères 2022: spiritualités minoritaires
- Bahaïsme (<1 %, 300 000 environ) ; Persécution des Bahaïs (en)
- Christianisme en Iran (< 1 %, estimés entre 120 000 250 000), dont des Orthodoxes
- Zoroastrisme ; Zoroastriens en Iran (25 000 environ en 2011) ; Persécution des zoroastriens
- Yézidisme
- Yârsânisme
- Babisme
- Mandéisme ; Sabéisme ; Judéo-christianisme
- Judaïsme (9 000 environ en 2012) ; Histoire des Juifs en Iran ; Juifs persans (en)